# Cantonul Le Bleymard
Cantonul Le Bleymard este un canton din arondismentul Mende, departamentul Lozère, regiunea Languedoc-Roussillon, Franța.

## Comune
- Allenc
- Bagnols-les-Bains
- Belvezet
- Le Bleymard (reședință)
- Chadenet
- Chasseradès
- Cubières
- Cubiérettes
- Mas-d'Orcières
- Saint-Frézal-d'Albuges
- Sainte-Hélène
- Saint-Julien-du-Tournel